# Gallup Organization

Logo

Die Gallup Organization ist eines der führenden Markt- und Meinungsforschungsinstitute mit Sitz in Washington, D.C.
Derzeitiger Vorstandsvorsitzender ist Jim Clifton. The Gallup Organization ist in rund 30 Städten weltweit vertreten. Das Unternehmen unterteilt sich in vier Geschäftsbereiche: Gallup Poll, Gallup Consulting, Gallup University und Gallup Press. Seit 1935 führt das Unternehmen Meinungsumfragen zu verschiedenen amerikanischen sowie internationalen Themen durch. Die Gründung der Organisation geht auf George Gallup zurück, der die verschiedenen Tätigkeitsbereiche im Jahre 1958 unter einem Dach vereinigen wollte. Koordiniert wird die Arbeit in Europa durch Gallup Europe mit Sitz in Brüssel.
In den 1980er Jahren ermittelte Gallup die offiziellen britischen Charts.
Die Gallup Organization ist nicht zu verwechseln mit der Gallup International Association GIA, die in den Medien häufig auch kurz als Gallup bezeichnet wird.

## Geschäftsbereiche

### Gallup Poll
The Gallup Poll bildet den Kernbereich des Instituts und sammelt Analysen und Umfragen zu verschiedenen internationalen Themen in 160 Ländern. Dabei messen die Meinungsforscher sowohl politische und wirtschaftliche Bereiche als auch Trends zu sozialen und gesellschaftlichen Themen.

### Gallup Consulting
The Gallup Consulting widmet sich der Beratung von Unternehmen anhand der erarbeiteten Analysen in den Bereichen der Kunden- und Mitarbeiterzufriedenheit.

### Gallup University
The Gallup University bietet Kurse und Weiterbildungsmöglichkeiten für Einzelpersonen sowie für Unternehmen in den Bereichen der Unternehmensplanung und -organisation.

### Gallup Press
The Gallup Press sammelt Informationen für die Presse und Unternehmen. Das Institut veröffentlicht regelmäßig Bücher, Studien und Zeitschriften, wie das einmal monatlich im Internet erscheinende Gallup Management Journal.

## Umfragen in Deutschland
Gallup führt jährlich eine Umfrage zum Motivationsstand der Beschäftigten in Deutschland durch. Die im Jahr 2016 veröffentlichten Ergebnisse der Umfrage zeigten, dass 15 Prozent der deutschen Beschäftigten mit ihrem Job zufrieden waren.
Die Sinnhaftigkeit der Studie wurde – unter anderem aufgrund kulturell geprägter Fragen – angezweifelt. Andere Studien zeigen abweichende Ergebnisse.